# David Ling
David Gregory Ling (* 9. Januar 1975 in Halifax, Nova Scotia) ist ein ehemaliger kanadischer Eishockeyspieler, der im Verlauf seiner aktiven Karriere zwischen 1992 und 2018 unter anderem 93 Spiele für die Canadiens de Montréal und Columbus Blue Jackets der National Hockey League (NHL) auf der Position des rechten Flügelstürmers bestritten hat. Darüber hinaus war Ling in Nordamerika vor allem in den Minor Leagues sowie in verschiedenen europäischen Ligen aktiv.

## Karriere
David Ling begann seine Karriere als Eishockeyspieler bei den Kingston Frontenacs, für die er von 1992 bis 1995 in der kanadischen Juniorenliga Ontario Hockey League (OHL) aktiv war. Bei den Frontenacs konnte er vor allem in seiner letzten Spielzeit überzeugen, als er insgesamt 68 Spielen 68 Tore erzielte und 82 Vorlagen gab. Anschließend wurde er sowohl in das First All-Star Team der OHL als auch der Canadian Hockey League gewählt. Zudem erhielt er die Red Tilson Trophy als bester OHL-Spieler, die Jim Mahon Memorial Trophy als punktbester rechter Flügelspieler der OHL und wurde zum Spieler des Jahres der CHL ernannt. Bereits im NHL Entry Draft 1993 war der Angreifer von den Nordiques de Québec aus der National Hockey League (NHL) in der siebten Runde als insgesamt 179. Spieler ausgewählt worden, für die er allerdings nie spielte.

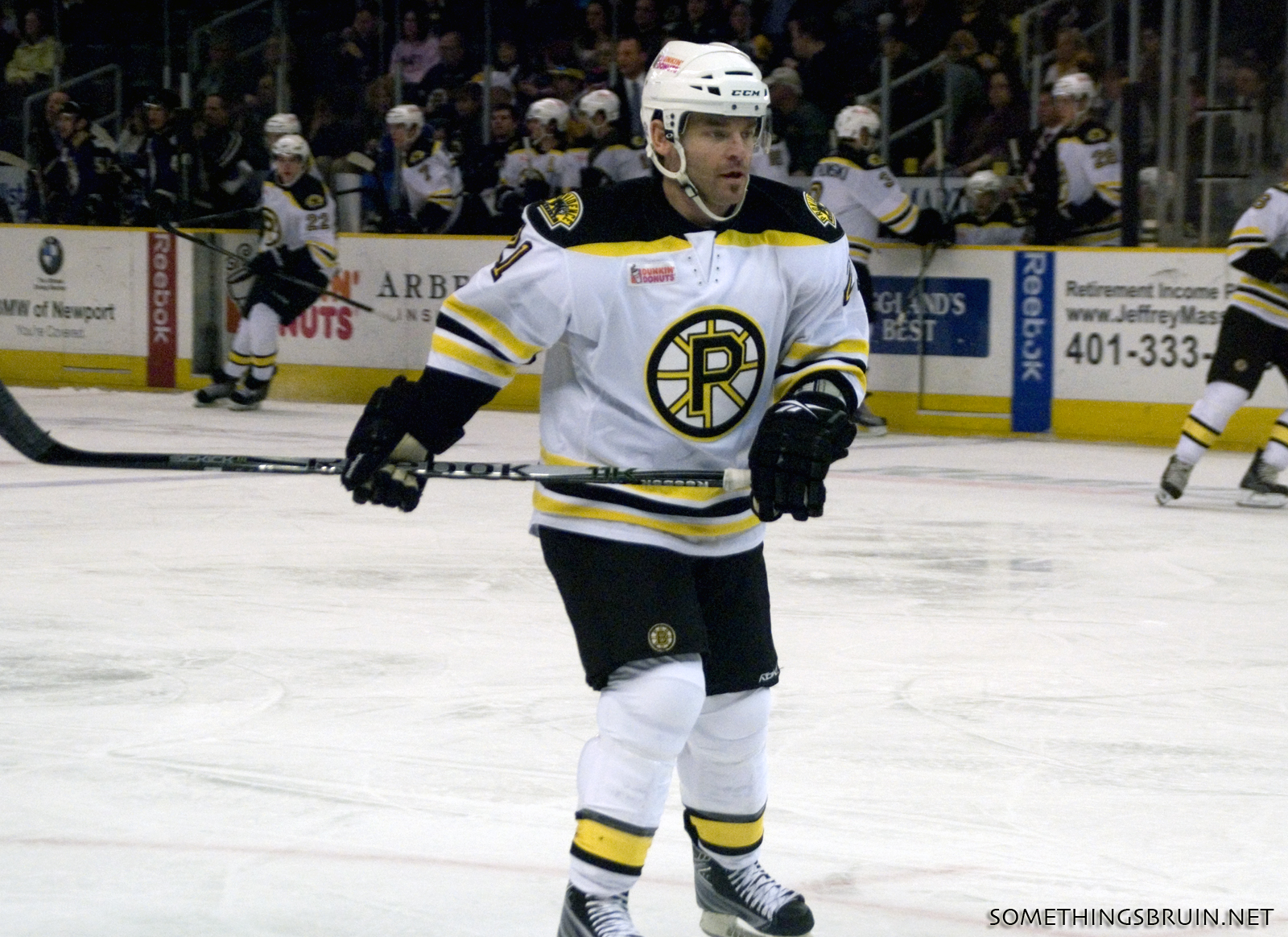
Ling im Trikot der Providence Bruins (2011)

Von 1995 bis 1998 stand Ling in der American Hockey League (AHL) bei den Saint John Flames und Fredericton Canadiens unter Vertrag, kam jedoch auch zwischen 1996 und 1998 zu drei Einsätzen für die Canadiens de Montréal in der NHL, in denen er punkt- und straflos blieb, sowie in der Saison 1997/98 zu 17 Einsätzen für die Indianapolis Ice in der International Hockey League (IHL). In der IHL ging er auch von 1998 bis zur Auflösung der Liga 2001 für die Kansas City Blades und Utah Grizzlies auf Punktejagd. Daraufhin unterschrieb er einen Vertrag bei den Columbus Blue Jackets aus der NHL, für die er in den folgenden drei Spielzeiten regelmäßig in der NHL zum Einsatz, während er parallel für deren Farmteam, die Syracuse Crunch, in der AHL spielte.
Nachdem Ling den Lockout der NHL-Saison 2004/05 bei den St. John’s Maple Leafs in der AHL überbrückt hatte, ging er erstmals nach Europa, wo er je eine Spielzeit lang für die Stadtnachbarn HK Spartak Moskau und HK Dynamo Moskau in der russischen Superliga auflief. Die Saison 2007/08 verbrachte er bei den Toronto Marlies aus der AHL, ehe er zur folgenden Spielzeit vom Schweizer NLA-Aufsteiger EHC Biel verpflichtet wurde. Die Saison beendete er allerdings beim finnischen Hauptstadtklub Jokerit Helsinki aus der SM-liiga. Ab der Saison 2009/10 stand er bei Amur Chabarowsk in der Kontinentalen Hockey-Liga (KHL) unter Vertrag. Für die Russen erzielte er in seiner ersten KHL-Spielzeit in 46 Spielen 32 Scorerpunkte, davon acht Tore.
Im November 2010 kehrte der Stürmer nach Nordamerika zurück und spielte bis Saisonende für die Providence Bruins. Die Saison 2011/12 verbrachte der Kanadier beim HC Pustertal in der italienischen Serie A1, mit dem er die Playoff-Finalserie gegen den HC Bozen erreichte. Ling beendete die Spielzeit als zweitbester Scorer der Hauptrunde mit 66 Punkten in 35 Partien, lediglich Kevin DeVergilio vom SG Pontebba war erfolgreicher. Im Juli 2012 unterzeichnete der Rechtsschütze einen Kontrakt bei den Nottingham Panthers aus der britischen Elite Ice Hockey League (EIHL). Weitere Stationen in Europa waren erneut der HC Pustertal, mit dem er abermals Vizemeister wurde, und die Nottingham Panthers, mit denen er im Frühjahr 2014 die britische Meisterschaft gewann. In Nordamerika ging er zudem über mehrere Spielzeiten für die Brampton Beast in der ECHL und auf Amateurebene für die Hamilton Steelhawks aufs Eis.

## Erfolge und Auszeichnungen
| - 1995 OHL First All-Star Team - 1995 Red Tilson Trophy - 1995 Jim Mahon Memorial Trophy - 1995 CHL First All-Star Team - 1995 CHL Player of the Year - 1996 Teilnahme am AHL All-Star Classic | - 2000 IHL First All-Star Team - 2011 Supercoppa-Italiana-Gewinn mit dem HC Pustertal - 2012 Italienischer Vizemeister mit dem HC Pustertal - 2012 Topscorer der Serie-A1-Playoffs - 2013 Britischer Meister mit den Nottingham Panthers - 2014 Italienischer Vizemeister mit dem HC Pustertal |

## Karrierestatistik
(Legende zur Spielerstatistik: Sp oder GP = absolvierte Spiele; T oder G = erzielte Tore; V oder A = erzielte Assists; Pkt oder Pts = erzielte Scorerpunkte; SM oder PIM = erhaltene Strafminuten; +/− = Plus/Minus-Bilanz; PP = erzielte Überzahltore; SH = erzielte Unterzahltore; GW = erzielte Siegtore; 1 Play-downs/Relegation; Kursiv: Statistik nicht vollständig)